# Raion de Okhtyrka
Raion de Okhtyrka (em ucraniano:  Охтирський район, transl. Ochtyrskyj rajon) é um raion da Ucrânia localizado no Oblast de Sumy. Tem a cidade de Okhtyrka como centro administrativo, sendo que possuía uma população estimada em 120 107 habitantes no começo de 2022.
Após uma grande reorganização dos raions feita no ano de 2020, o distrito de Okhtyrka passou a ter uma área de 3 196,6 km² e incorporou a si dois antigos raions: Trostianets e Velyka Pysarivka.